# イランの核開発問題
イランの核開発問題（イランのかくかいはつもんだい）とは、イランが高濃縮ウランの製造を企画していた、またはしている、という疑惑がかけられている問題のこと。アメリカ合衆国（米国）やイスラエルなどは、このイランの核開発計画が核エネルギー（原子力）の平和利用にとどまらず、核兵器保有をめざしているのではないかと警戒しているが、イランは否定している。

## 概要
イランは1979年の革命以降、反米、反イスラエルを国策とするようになった。イランは医療用アイソトープの生産を行う首都テヘランにある原子炉の稼働のため、20%高濃縮ウランの自国製造を進めている。通常の原子力発電では低濃縮ウランで十分であり、高濃縮ウランを用いるのは原子爆弾（原爆）の製造を狙っているからではないかと、アメリカ合衆国などから疑いをかけられた。ただし原爆には90%以上の高濃縮ウランが必要であるため、意見が分かれた。イランは自ら加盟する核拡散防止条約（NPT）の正当な権利を行使しているのであり、核兵器は作らないと主張した。当時の第6代イラン大統領マフムード・アフマディーネジャードは『Newsweek』2009年10月7日号の取材に対して「核爆弾は持ってはならないものだ」と否定する発言をしている。イランのアラグチ外相は2025年2月5日、核兵器保有はイランの最高指導者アリー・ハーメネイーが、イスラム教のファトワーで禁じていると説明している。
これに対して米国は、イランの主張に疑念を持ち、核兵器保有に向けての高濃縮ウランであると主張して、国際的にイランを孤立化させようとする政策を取ってきた。これらには政治的思惑が見え隠れしており、疑惑段階でイランに経済制裁をとる一方で、既に核兵器を保有しているパキスタンやインドなどにはイランのようなボイコット（制裁）を行わなかった。
2015年にイランは「P5プラス1またはEU3+3」(パリ合意などでイランと交渉していた英仏独と欧州連合に、米中露が加わったもの)との協議で、核開発施設の縮小や条件付き軍事施設査察などの履行を含む最終合意を締結し、核兵器の保有に必要な核物質の製造・蓄積を制限することとなった。これをイラン核合意（JCPOA）という。
国連常任理事国であり核保有国である5カ国に加えドイツがメンバーとなっている背景には、ドイツとイランの（とりわけ原子力分野における）密接な経済的結びつきがある。イランの核開発はかなりの程度ドイツの原子力技術に依存しており、シーメンスを始めとするドイツの主要企業がイランとの深いつながりを持っていた。

## 中東の緊張
欧米などの孤立化政策に対してイランは反発した。一方でトルコ、ブラジル、ベネズエラ、キューバ、エジプトなどはイランの平和的核エネルギー開発を支持した。
中でもトルコはイスラム教徒がほとんどを占める国でありながら、イスラエルとは建国以来国交を持つ国であり、他のイスラム圏とは一線を画して欧米圏とイスラム圏との橋渡し的な役割を果たしている国であった。しかし、トルコは2008年末にイスラエルによるパレスチナ自治区ガザ大規模攻撃をきっかけにイスラエルとの関係が悪化してきていた。2010年5月31日、イスラエルが封鎖を続けているガザへの支援物資を運んでいたトルコの人道支援団体を中心とした国際支援船団を、イスラエル軍が公海上で急襲し、乗船者のトルコ人などが殺害される事件が発生。イスラエルは謝罪拒否を断言、トルコ側は「関係は二度と修復できない」として、以来、中東との一切の仲介を拒否した。これにより、イスラエルと敵対しているイランとの間で緊張が高まった。
国際社会は、「イスラエルがイランを空爆し核施設を破壊するのではないか」と危惧した。過去にもイスラエルは「自衛」を理由に周辺国への核関連施設への先制攻撃を仕掛けた。1981年のイラク原子炉爆撃事件、2007年のシリア核関連施設空爆)はいずれも、核兵器保有阻止が狙いだった。
しかしイランへの攻撃は他の周辺諸国の上空を通過して行わなければならず、中東諸国はイスラエルによる領空侵犯阻止を大義として、イランへの攻撃を阻止する効果があった。ところが2003年にイラク戦争が勃発、2011年にはシリア騒乱が発生し、両国に制空権を行使できるだけの軍事力維持が期待できなくなっていることから、今度はイランへの先制攻撃が懸念された。ただし米無人偵察機が撃墜されるなど中国、ロシアの軍事技術を供与されているイランへの攻撃は容易ではなく、また中国、ロシアともにイランへの攻撃はイラク戦争のように座視はしない旨を明言していた。
イスラエルの隣国レバノンには、特にイランから多大な支援を受けて激しくイスラエルと対立しているヒズボラがあり、両国の緊張と悪化によって中東地域全体に不安が広がった。

## 核開発技術の拡散の懸念と原油価格高騰
イランが、ボイコット（経済制裁）による報復として、「イランが潜水艇を使いホルムズ海峡封鎖することにより原油の流通が途絶え、世界経済が混乱するのではないか」と懸念された。この海峡封鎖に、北朝鮮の開発した潜水艇と魚雷などが使用されるのではという観測もなされた。これらはイランの核開発技術を北朝鮮に供与した見返りとして提供されたものである可能性が指摘されている。北朝鮮は2006年に核実験を行い核兵器保有を公言しているため、核兵器を供与したことが事実であればイランはNPTに違反したことになるが、NPTは平和利用のための核開発技術の供与は認めており、また核兵器供与の事実は確認されていない。
2011年後半からアメリカ、欧州連合（EU）を中心に原油の禁輸、また金融市場からの締め出しなどを打ち出し、一時的に原油高を招くなど市場は反応した。しかし、イランの最大の取引相手国である中国とインド、さらにはロシアやパキスタンなどが制裁には同調せず、イラン以外の通貨での取引や物々交換など不透明な取引を助長しているとする新たな懸念を生み、このため制裁の効果は限定的との見方もなされた。

## 核協議の合意と制裁解除
イラン大統領選挙 (2013年)によって、イランの大統領は憲法規定による任期で退任したアフマディーネジャードからハサン・ロウハーニーに交代した。
2015年7月14日、P5プラス1とイランとの間で行われていた核協議が最終合意に達し、イラン側は核開発の大幅な制限、国内軍事施設の条件付き査察を含めた内容を受け入れた。イラン国内では核開発能力自体は維持したことが評価され、最高指導者ハーメネイーも合意についてロウハーニーをねぎらったと報じられた。
2016年1月16日、国際原子力機関（IAEA）はイランが核濃縮に必要な遠心分離器などを大幅に削減したことを確認したと発表。これを受けてイランとP5プラス1は同日、合意の履行を宣言し、米欧諸国はイランに対する経済制裁を解除する手続きに入った。

## 米国の合意離脱と制裁再開、イランの合意違反
2018年5月8日、米国は、イランが合意の精神に違反していると非難し、合意から正式に離脱した
。
米国を除く合意の参加国とイランは合意に残留することを発表した。
2018年8月7日、米国は合意により停止していたイランへの経済制裁を再開した。
2019年5月8日、イランは合意内容の一部を履行しないことを宣言した。
2019年7月以降、イランは3.67%以上の濃度にウランを濃縮するなど、合意に違反している

。

## 経緯
- 1970年 - 核拡散防止条約（NPT）発足当初から加盟。
- 1980年代 - 二酸化ウランや六フッ化ウランを入手し、遠心分離器の実験やレーザー濃縮実験を実施。
- 1990年代 - テヘランの核関連施設における実験で、少量のプルトニウムの抽出に成功したという。
- 2003年 - 国際原子力機関（IAEA）定例理事会にて、イランに対する非難決議案を全会一致で採択。
- 2006年 - 国連安全保障理事会に付託、イランの核開発中止を求める議長声明を採択された。
- 2006年
  - 4月 - アフマディーネジャードは、イランが核燃料サイクルに適合するウランの精製に成功したと発表。
  - 7月31日 - 国連安全保障理事会は、英仏独3カ国が提出したイランに核開発中止を求める決議1696を賛成14、反対1（カタール）で採択した。同決議は8月末までに核開発を中止しない場合、制裁措置を検討することを盛り込んでいる。決議は、制裁措置発動前の暫定措置に関する国連憲章第7章40条に基づいて、「イランが研究・開発などすべてのウラン濃縮・再処理活動を中止し、IAEAの検証を受けること」を要求。「すべての国連加盟国に対し、イランのウラン濃縮・再処理活動や弾道ミサイル計画に資するような資材や物資、製品、技術の移転を警戒し、阻止するよう求める」としている。
  - 11月15日 - アフマディーネジャードは「本日、イランは完全な核燃料サイクル技術を獲得した」と発表した。
- 2008年
  - 9月 - 遠心分離器約3800基が設置され、低濃縮ウラン約480キロが製造済みと、IAEAが報告。
  - 11月19日 - 新たなウラン濃縮装置「カスケード」を設置し、ウラン濃縮を継続、拡大しているとIAEAが報告。
- 2009年
  - 1月 - 核開発に必要なウランの備蓄が底をつきつつあり、欧米諸国はカザフスタンなどウラン生産国に、イランにウランを売却しないよう求める強力な外交活動を始めた。
  - 2月1日 - IAEA事務局長モハメド・エルバラダイは、CNNテレビのインタビューで、イランが米情報機関の情報に基づいても、2-5年で核兵器製造能力を備えるとの見方を示し、「イランを孤立ではなく、関与させるのに十分な時間がある」と述べた。
  - 3月4日 - 米シンクタンク「ワシントン近東政策研究所」（WINEP）が、イランの核兵器保有阻止の為にイスラエルが向こう2年以内にイラン攻撃に踏み切る可能性があるという報告書を発表した[14]。
  - 3月 - IAEAはイランが(1)核爆弾1個を製造できる低濃縮ウラン1000キロ以上を確保した(2)このウランの量はこれまでの推定より200キロほど多かった(3)軍事転用可能なプルトニウムを生産する重水炉を2011年に完成させる見通しが高いことなどを報告。また、イスラエル筋はイランが2009年末までには核兵器を保有すると言う展望を示した[15]。
  - 4月9日 - エスファハーンに新たな核燃料製造工場完成を発表。更に、従来型より数倍の能力があるウラン濃縮用の新型遠心分離機をテストしたと発表した[16][17]。
  - 5月24日 - マイケル・マレン統合参謀本部議長は、ABCテレビの番組内でイランが核兵器を開発する時期について今後「1-3年以内と信じている」と述べ、遅くとも3年以内には核兵器を開発、外交によって阻止できる時間は限られているという見解を示した[18]。
  - 6月5日 - IAEAがイランがウラン濃縮を拡大していると報告。ナタンズの遠心分離機は7000台体制になり、うち5000台がフル稼働していると報告。核専門家は「核兵器一個分に相当する低濃縮ウラン」を生産したと見ている[19]。
  - 6月13日 - マフムード・アフマディーネジャードが大統領に再選。核問題は「過去の問題」と述べ、ウラン濃縮停止に応じる考えがないことを示した[20]。
  - 8月1日 - アメリカは2009年末までを交渉の区切りとし、9月までにイラン側に返答を求める方針だが、中東専門家は「交渉期限切れ後、イラン核開発問題をめぐって軍事的衝突に発展する可能性は排除できない」と指摘しており、「2010年危機説」が現実的な脅威となりつつあるとする観測がメディアにおいてなされた[21]。
  - 8月7日 - ジョン・ボルトン元国連大使が『ロシア・トゥデイ』のインタビューで「イスラエルは2009年末にイランを攻撃するだろう」と発言[22]。
  - 9月2日 - エルバラダイ・IAEA事務局長、イランの核開発は誇張されており、イランは透明性を示す必要はあるが明日にも核武装されるかのように評されるのは根拠がない旨コメント[23]。ボルトンの発言を否定した。
  - 9月25日 - IAEAは、イランがIAEAに新たに2つのウラン濃縮施設を建設中であると伝えてきたことを明らかにした。アメリカなどは非難声明を発表[24]。同日、アメリカ大統領のバラク・オバマは、「あらゆる選択肢を排除しない」と述べ、軍事的手段を行う可能性を示唆[25]。しかし、国防長官のロバート・ゲーツは同日のCNNテレビのインタビューで、軍事攻撃を行っても核開発を「1+3年遅らせるだけだ」と述べた[26]。
  - 10月1日 - イランが新核施設の査察を容認[27]。
  - 11月27日 - IAEAが施設建設停止などを求める決議案を賛成多数で可決[28]。
  - 11月29日 - イランが10箇所の濃縮施設の新設を表明[29]。
- 2010年
  - 2月7日 - アフマディーネジャードが核燃料となるウランの濃縮率を20%まで引き上げるよう命令。低濃縮ウランの国外移送構想の拒否[30]。
  - 2月9日 - ウラン濃縮開始[31]。アメリカのオバマ大統領は、イランがウランの濃縮度を20%に高める工程を開始したことについて、この活動を続けるなら「次の措置は制裁だ」と警告した[32]。
  - 2月14日、トルコのエルドアン首相は、カタールの首都ドーハで記者会見し、イランの低濃縮ウランをフランスやロシアで加工した核燃料と交換する候補地としてトルコが挙がっていることについて、支持することを表明した[33]。
  - 2月16日、イラン大統領のアフマディーネジャードは、既に開始した核燃料生産のためのウラン高濃縮作業について、西側諸国が核燃料を提供するならば、停止する可能性のあることを記者会見で述べた。また、国際原子力機関（IAEA）のイランの低濃縮ウランを国外に移す案に対して、低濃縮ウランと核燃料を同時に交換する方式なら受け入れる可能性を強調した。さらに、同大統領は、制裁強化に関しては「後悔させるような対抗措置をとる」と警告した[34]。
  - 2月17日 - 「イランが核弾頭を開発中」とIAEAが報告書草案にまとめる[35]。
  - 5月17日 - トルコ、ブラジルの仲介で、イランが保有する濃縮ウラン1.2トンをトルコに搬出し、外国が提供する製品加工されたウラン燃料と交換することで合意した。ただし制裁解除となるかは微妙と報じられた[36]。
  - 6月9日 - 国連安保理がイランへの追加制裁決議を賛成多数で可決。イラン側はこれを無視し、核開発を継続する姿勢を見せた[37]。
  - イランの衛星テレビ局プレスTVによると、大統領のアフマディネージャードは、核開発を巡る西側諸国との交渉を9月に再開する用意がある、と2010年7月27日までに表明した。また、交渉にはトルコやブラジルが参加することを希望するとも述べた。イランの核開発については、国連安保理の追加制裁決議の採択、欧州連合（EU）・カナダが独自制裁を決定している[38]。
  - 12月3日 - イランが核開発に成功した場合、イスラム教の宗派の違いなどで対立関係にあるサウジアラビア、エジプトも核開発に着手せざるを得ない旨を両国首脳が述べていたことが、内部告発サイト「ウィキリークス」に掲載されたアメリカ外交公電で明らかになった[39]。
- 2011年
  - 1月23日 - 遠心分離機の故障の頻発や、アメリカとイスラエルが共同開発したとされるコンピューターウイルスの感染、イラン指導部の足の引っ張り合いなど、イラン側が不確定要素を大きく抱えていることが判明。イスラエル諜報特務庁前長官は「核爆弾保有は2015年以降」との見方を示した[40]。
  - 7月18日 - 元国務省報道官であるP.J.クローリーが、「イスラエルが近い将来イランを攻撃することはない」という趣旨の発言を自身のTwitterで述べた[41]。
- 2012年
  - 2月2日 - アメリカのパネッタ国防長官が「イランが間もなく地下施設に高濃縮ウランの貯蔵を完了し、そのためにイスラエルが今年4〜6月にも核施設攻撃を実施する可能性が高い」と分析していることを『ワシントン・ポスト』紙が報じた[42]。
  - 2月15日-16日 - ウラン濃縮に使われる新型の遠心分離器の開発に成功し、自国産の核燃料棒を開発できたと、イラン国営放送が報じた[43][44]。
  - 3月20日 - イランが核兵器を開発していないとイスラエルが認めた、とイラン国営放送が報じた。[45]
  - 8月16日 - イスラエルのマタン・ヴィルナイ民間防衛担当相がイスラエルの大手紙『マアリブ』のインタビューで、仮にイランと戦争になった場合、30日間複数の戦線で戦闘が続き、一日に数百発のイランのミサイルがイスラエル国内に着弾し、また、イランと同盟関係にあるレバノンの武装組織「ヒズボラ」とも戦うことになるとの予測を述べ、また、イスラエルはかつてない規模で万全な防衛体勢ができている旨の発言をした[46]。
- 2013年
  - 8月 - アフマディーネジャードがイラン大統領を退任。後任に穏健派と目されるハサン・ロウハーニーが就任。
  - 10月 - ロウハーニーは国連などの場で対話を呼びかけており、オバマ米大統領との断交以来初の電話会談も実現した。イスラエル側は全くロウハーニーの主張を受け入れておらず、イスラエル単独での軍事攻撃も辞さない姿勢を崩さなかった。
  - 11月 - イランと欧米など6カ国で交渉が行われる。合意達成による制裁緩和を危惧するイスラエルは、かねてから「悪い取引は戦争」になると主張、また、イランの核計画を脅威ととらえるサウジアラビアが、イスラエルと秘密裏に接触し、懸念を共有。その上で、イスラエル軍機のサウジアラビア領空通過を許可したという報道がなされた[47]。イスラエルとイランは場所的に離れているため、戦闘機での軍事攻撃にはどうしても周辺諸国の領空を通過せざるを得ない。
- 2013年11月24日 - イランと国連安保理常任理事国とドイツの6カ国が核開発の透明性を高める代わりに対イラン制裁の一部を緩和する「第1段階の措置」で合意[48]。
- 2014年3月 - ロシアがウクライナで起きた政変に対し軍事介入を実施、欧米とロシアの関係が急速に冷え込む。イランの核開発問題を平和的に解決するためにはロシアの協力が必要不可欠とされ、この欧米とロシアの関係悪化がイランの状況にも少なからず影響を与えるとみられる。
- 2015年7月14日 - P5プラス1とイランの核協議が最終合意に達する。イラン側は核施設の大幅な縮小や条件付き軍事施設査察を受け入れたが、核開発能力自体は維持されることになった。
- 2016年1月16日 - IAEAがイランの核施設縮小を確認したと発表。イランとP5プラス1による最終合意が履行される。
- 2017年7月7日 - 国連総会において、核兵器の製造、実験、保有、移送、使用、それを用いた脅迫などを完全に禁止した核兵器禁止条約を採択。ナジャフィ大使は、この条約が採決された後、「イランは世界で核兵器の保有や使用、それを使った脅迫を禁じるこの条約の目的を力強く支持する」と語った。
- 2018年5月 - アメリカのドナルド・トランプ大統領が合意からの離脱を宣言し、これを受け、イランのモハンマド・ジャヴァード・ザリーフ外相はP5プラス1の米国を除く5カ国を歴訪して合意維持を確認[49]。米国離脱後初の協議であるウィーンでの5者委員会でも合意維持で一致した[50]。
- 2019年
  - 1月31日 - アメリカによる制裁下でのイランとの貿易仲介のため、英独仏が特別目的事業体（SPV）をパリに設立[51]。
  - 2019年5月 - アメリカがイラン産原油を全面禁輸する。イランが核合意の段階的履行停止を宣言する。
- 2024年10月4日 - アメリカのトランプ元大統領（2024年アメリカ合衆国大統領選挙出馬中）は、イランがイスラエルに向けて行った弾道ミサイル攻撃への報復として、イランの核施設を攻撃すべきと示唆した[52]。